# Jean de Kervasdoué
Jean de Kervasdoué, né le 28 décembre 1944 à Lannion, est un économiste de la santé français, ancien titulaire de la chaire d'économie et de gestion des services de santé du Conservatoire national des arts et métiers (CNAM). Il est membre de l'Académie des technologies. Il a été directeur général des hôpitaux.

## Biographie

### Famille
Jean de Kervasdoué est un descendant de la famille de Kerguiziau de Kervasdoué[réf. souhaitée].

### Parcours professionnel
Jean de Kervasdoué est directeur des hôpitaux au ministère de la Santé, de 1981 à 1986.
Après avoir quitté la fonction publique, à la fin des années 1980, il fonde la société SANESCO, cabinet de conseil spécialisé dans le domaine de la santé. Il quitte cette société au milieu des années 1990 et devient professeur au Conservatoire national des arts et métiers (CNAM).
Il a été membre du comité de parrainage de l'Association française pour l'information scientifique (AFIS).

## Prises de position
Dans son livre Les Prêcheurs de l'apocalypse. Pour en finir avec les délires écologiques et sanitaires (2007), Jean de Kervasdoué appelle de ses vœux un débat scientifique et non politique concernant les questions d'environnement, dénonçant ceux qu'il appelle les « prophètes de l'apocalypse » et qui jouent selon lui sur les peurs environnementales de la société pour imposer leurs vues sans qu'elles soient justifiées scientifiquement.
Selon Quentin Hardy et Pierre de Jouvancourt, il met sur le même plan les connaissances sur l'origine humaine du changement climatique et les dénis de climato-sceptiques, au prétexte que nous n'aurions pas de planète alternative pour mener des expériences afin de décider. Toujours selon ces auteurs, Jean de Kervasdoué soupçonne l'existence d'un lobby écologiste, dont les financeurs seraient cachés.
Il « s'acharne contre le principe de précaution » selon Le Figaro. Ce principe repose initialement, selon Jean de Kervasdoué, sur un « péché d'orgueil »
Dans son ouvrage dédié à l'AFIS La peur est au-dessus de nos moyens. Pour en finir avec le principe de précaution (2011), il dresse un réquisitoire contre le principe de précaution dans le domaine environnemental et de la santé. Il y reprend la rumeur selon laquelle, au nom de ce principe, le DDT aurait été interdit dans la lutte contre la malaria, entrainant la mort de nombreuses personnes,.

## Publications
- La Santé intouchable. Enquête sur une crise et ses remèdes, JC Lattès, 1996
- La Crise des professions de santé, Dunot, 2003
- L'Hôpital vu du lit, Seuil, 2004, 167 p.
- Les prêcheurs de l'apocalypse. Pour en finir avec les délires écologiques et sanitaires, Plon, 2007, 250 p.
- Très cher santé. La santé à tout prix, Perrin, 2009
- La peur est au-dessus de nos moyens. Pour en finir avec le principe de précaution, Plon, 2011
- Pour en finir avec les histoires d'eau. L'imposture hydrologique, Plon, 2012
- Ils ont perdu la raison, Robert Laffont, 2014
- Ils croient que la nature est bonne, Robert Laffont, 2016, 180 p.
- L'hôpital, coll. « Que sais-je ? », 2021, 128 p.
- La santé à vif, Collection Débat Humensciences, 2023
- La grande mystification, Albin Michel, 2024, 224 p.

### En collaboration
- Notre État. Le livre-vérité de la fonction publique (participation), Robert Laffont, 2000
- avec Didier Bazzocchi, La Santé rationnée. Un mal qui se soigne, Economica, 2018
- avec Henri Voron, Les écolos nous mentent !, Albin Michel, 2021, 203 p.